# 瓦尔德海姆
瓦尔德海姆（德語：Waldheim，發音：[ˈvalthaɪm] ⓘ）是德国萨克森州中萨克森县的城市，面积41.71平方千米，2023年12月31日人口为9,214人。